# SAP SE
SAP SE este este o companie multinațională europeană de software cu sediul în Walldorf, Baden-Württemberg, Germania. Compania dezvoltă software de întreprindere pentru gestionarea operațiunilor de afaceri și relațiilor cu clienții. Este cel mai mare furnizor de software pentru planificarea resurselor întreprinderii (ERP) din lume.
Fondată în 1972 ca un parteneriat privat sub denumirea Systemanalyse und Programmentwicklung (Analiză de Sisteme și Dezvoltare de Programe), compania a devenit în 1981 Systeme, Anwendungen und Produkte in der Datenverarbeitung (Sisteme, Aplicații și Produse în Prelucrarea Datelor), abreviat SAP GmbH, după o tranziție de cinci ani începută în 1976. În 2005, structura companiei a fost reorganizată ca SAP AG.
Începând cu 7 iulie 2014, SAP funcționează ca o societas Europaea (SE), iar fostul său statut corporativ german este acum o subsidiară, SAP Deutschland SE & Co. KG. Compania are birouri regionale în 180 de țări și peste 111.961 de angajați.
SAP face parte din indicii bursieri DAX și Euro Stoxx 50. Este cel mai mare producător de software din afara Statelor Unite după venituri și a treia cea mai mare companie de software listată la bursă din lume. Începând cu decembrie 2023, SAP este cea mai mare companie germană după capitalizarea de piață.

## Produse
Programul SAP este foarte complex, fiind de mare ajutor în Servicii Business, Soluții Tehnologice, în arii precum Contabilitate, Managementul Relațiilor cu Clienții, Lanțuri de Furnizare și Aprovizionare, Bancar, Asigurări, Infrastructură IT, Servicii Software.
SAP, principalul jucător al pieței germane de software generează 74% din vânzările primelor 100 de companii germane producătoare de software.
Având un puternic brand global, SAP este totodată cel mai mare producător european de software (generând 39% din încasările din software din Europa, Orientul Mijlociu și Africa) și este singurul producător de software din primii 10 cei mai mari jucători globali care nu provine din Statele Unite.

## SAP în România
SAP România a fost înființată în 2002, activitatea fiind concentrată pe vânzări și marketing, precum și pe dezvoltarea versiunilor localizate ale soluțiilor SAP.
În anul 2008, compania deținea o cotă de 22,7% din piața românească de software și servicii, și 300 de clienți.
Număr de angajați în 2010: 94
Cifra de afaceri:
- 2002: 3,4 milioane dolari[6]
- 2003: 5,2 milioane de euro[7]
- 2004: 8,9 milioane de euro[7]
- 2009: 15 milioane euro[8]
- 2010: 17,6 milioane euro[4]
- 2012: 23 milioane euro[9]
- 2021: 96,8 milioane euro[10]